# Сальников, Виктор Петрович
Ви́ктор Петро́вич Са́льников (род. 14 сентября 1946, деревня Колояр, Вольский район, Саратовская область) — советский и российский учёный-правовед, доктор юридических наук, профессор, Заслуженный деятель науки Российской Федерации. Начальник Санкт-Петербургского университета МВД России (1998—2007), генерал-лейтенант милиции в отставке. Индекс Хирша — 98.

## Биография
В. П. Сальников родился 14 сентября 1946 года в деревне Колояр Саратовской области. В 1973 году он стал выпускником Высшего политического училища МВД СССР и в том же году окончил Всесоюзный заочный юридический институт (ВЮЗИ). В период с 1973 по 1985 год он преподавал в Ленинградском юридическом институте: был преподавателем, старшим преподавателем и доцентом на кафедре теории государства и права. В 1985—1992 годах был сначала заместителем начальника, а затем начальником кафедры уголовного права того же вуза.
В период с 1992 по 1996 год В. П. Сальников был заместителем начальника всего Петербургского юридического института (позднее — заместителем начальника Петербургской юридической академии МВД). В этот период он принимал участие в работе над проектами ряда законов, включая закон «О внутренних войсках МВД России» и закон «Об оперативно-розыскной деятельности». Являлся вице-президентом Российского союза юристов и был сопредседателем Российской академии юридических наук (РАЮН). Был руководителем авторского коллектива по разработке программы борьбы с организованной преступностью в городе Санкт-Петербурге и в Ленинградской области. С 1998 по 2006 год он занимал пост начальника Санкт-Петербургского университета МВД России, а в 2007 году стал главой управления Министерства юстиции России по Северо-Западному федеральному округу.

## Основные труды
В.П. Сальников является автором и соавтором более 700 научных и учебно-методических работ; стал одним из основоположников нового для советской и российской юриспруденции научного направления, связанного с вопросами правовой культуры и проблемами на путях её формирования:
- «Социалистическая правовая культура» (Саратов, 1989);
- «Наркотики в армии: социологический анализ» (СПб., 1998);
- «Государственная идеология и язык закона» (СПб., 2001);
- «Государственность как феномен и объект типологии: теоретико-методологический анализ» (СПб., 2001);
- «Экономическая безопасность России: концепция — правовые основы — политика» (СПб., 2001);
- «Межнациональный конфликт: понятие, динамика, механизм разрешения» (СПб., 2003).